# Tobias Kruse
Jakob Karl Tobias Kruse (* 1. Juni 1898 in Niaqornat; † unbekannt) war ein grönländischer Landesrat.

## Leben
Tobias Kruse war der Sohn des Jägers Hans Ludvig Salomon Karl Kruse und seiner Frau Anike Louise Bolette Marie Jeremiassen. Sein Bruder war der Landesrat Edvard Kruse (1900–1968). Eine Schwester war mit dem Landesrat Johan Lange (1909–?) verheiratet.
Tobias Kruse war Jäger in seinem Heimatort Niaqornat. 1927 wurde er für eine Legislaturperiode bis 1932 in den nordgrönländischen Landesrat gewählt. Von 1945 bis 1950 war er ein weiteres Mal Mitglied des Landesrats.